# Ramona (comté de Los Angeles, Californie)
 (septembre 2022).
Pour les articles homonymes, voir Ramona.
Ramona (parfois appelée les îles Walnut ), est une communauté non constituée en société dans la partie orientale du comté de Los Angeles, dans l'État américain de Californie. Cette zone est également connue localement sous le nom de « Covina Hills non constituée en société »,  et « Pomona non constituée en société ».
Sa population était de 4 053 habitants selon le recensement de 2000.

## Histoire
La terre de Ramona était historiquement utilisée pour l'agriculture.

## Géographie
Ramona a une superficie totale de 3,61 miles carrés.  Ramona est bordée par les villes de Covina et San Dimas au nord, Pomona à l'est, Walnut au sud et West Covina à l'ouest. 

## Démographie

### 2000
Il y avait 4 053 personnes vivant à Ramona, selon le recensement américain. La densité de population était de 1 122 habitants par mile carré. La composition raciale de la région était de 35,0 % d'asiatiques, de 32,3 % de blancs, de 26,3 % de latinos, de 3,0 % d'afro-américains et de 3,4 % d'autres races. La taille moyenne des ménages était de 3,1. La répartition par âge était de 15,4 % de 10 ans et moins, 11,5 % de 11 à 18 ans, 18,5 % de 19 à 34 ans, 24,6 % de 35 à 49 ans, 15,9 % de 50 à 64 ans et 14,1 % de 65 ans ou plus. L'âge médian était de 37 ans. Le revenu médian des ménages était de 86 325 $. (en dollars de 2008)

## Économie

### Employeurs
Il n'y a pas de terrain commercial à Ramona, en Californie. Cependant, il existe des institutions dans la région, telles que Forest Lawn - Covina Hills, et une grande partie de Cal Poly Pomona, qui emploient des personnes.

## Gouvernement et infrastructures
Dans la législature de l'État de Californie, Ramona est dans the 29th Senate District, et dans the 55th Assembly District. À la Chambre des représentants des États-Unis, il est divisé entre California's 32nd congressional district et California's 39th congressional district.

### Éducation
La zone est principalement desservie par le district scolaire unifié de Covina-Valley, avec des élèves fréquentant des écoles dans la partie sud-est du district, telles que South Hills High School .